# 1670.
◄ | 16. stoljeće | 17. stoljeće | 18. stoljeće | ►
◄ | 1640-ih | 1650-ih | 1660-ih | 1670-ih | 1680-ih | 1690-ih | 1700-ih | ►
◄◄ | ◄ | 1667. | 1668. | 1669. | 1670. | 1671. | 1672. | 1673. | ► | ►►
Arhitektura • Astronomija • Biologija • Glazba • Kazalište • Kemija • Kiparstvo • Knjige • Književnost • Kršćanstvo • Medicina • Politika • Pravo • Promet • Slikarstvo • Znanost

## Događaji
- oko 1670. godine Sir Isaac Newton tvrdi da je različita gustoća tvari posljedica različite ispunjenosti atomima te uvodi pojam čestice 1., 2. i 3. reda

## Rođenja
- 25. veljače — Maria Margaretha Kirch, njemačka astronomkinja i otkrivačica kometa († 1720.)
- 28. rujna – Petar Bakić, srijemski i bosansko-đakovački biskup († 1749.)

## Smrti
- 31. prosinca – Magdalena Pereš-Vuksanović, hrvatska redovnica (* 1606.)

## Vanjske poveznice
|  | Zajednički poslužitelj ima još gradiva o temi 1670. |